# 金融期货
金融期货（英語：financial futures），是指以金融工具为标的的期货合约。金融期货作为期货交易的一种具有期货交易的一般特点，但与商品期货相比其标的物不是实物商品而是金融产品，如证券、利率、汇率、货币等。